# Heresznye
Heresznye es un pueblo ubicado en el distrito de Barcs, en el condado de Somogy, Hungría.

## Superficie
Posee una superficie de 9,900 kilómetros cuadrados.

## Demografía
Hasta 2019 la población era de 223 habitantes, con una densidad de población de 22,53 habitantes por kilómetro cuadrado.